# Fujimi
Pour les articles homonymes, voir Fujimi (homonymie).
Fujimi (富士見市, Fujimi-shi) est une ville située dans la préfecture de Saitama, au Japon.

## Géographie

### Situation
Fujimi est située dans le sud-est de la préfecture de Saitama, à l'ouest de la ville de Saitama.

### Municipalités limitrophes
| Fujimino | Kawagoe | Saitama |
| Fujimino | Fujimi  | Saitama |
| Miyoshi  | Shiki   | Shiki   |

### Démographie
En 2010, la population de la ville de Fujimi était de 106 974 habitants, répartis sur une superficie de 19,70 km2. En décembre 2020, la population était de 112 273 habitants.

### Hydrographie
Fujimi est bordée par le fleuve Ara au nord-est.

### Climat
Fujimi a un climat subtropical humide caractérisé par des étés chauds et des hivers frais avec peu ou pas ds chutes de neige. La température moyenne annuelle à est de 14,5 °C. La pluviométrie annuelle moyenne est de 1 647 mm, septembre étant le mois le plus humide.

## Histoire
Le village moderne de Fujimi a été fondé le 30 septembre 1956. Il obtient le statut de bourg le 1er avril 1964 puis de ville le 10 avril 1972.

## Transports
Fujimi est desservie par la ligne Tōjō de la compagnie Tōbu.

## Jumelage
Fujimi est jumelée avec :
- Faaa (Polynésie française)[3]
- Šabac (Serbie)

## Personnalités liées à la ville
- Yumi Matsuzawa (née en 1974), chanteuse
- Ryūnosuke Kamiki (né en 1993), acteur